# Плопшору (Горж)
Плопшору (рум. Plopșoru) — село у повіті Горж в Румунії. Входить до складу комуни Плопшору.
Село розташоване на відстані 220 км на захід від Бухареста, 27 км на південь від Тиргу-Жіу, 63 км на північний захід від Крайови.

## Населення
За даними перепису населення 2002 року у селі проживали 798 осіб, усі — румуни. Усі жителі села рідною мовою назвали румунську.